# Kazé
Kazé è stata una casa di distribuzione francese specializzata nel commercio di anime e manga, fondata il 21 settembre 1994 a Parigi da Cedric Littardi e Grégoire Parcollet.

## Storia
Inizialmente con il nome Kaze, la compagnia inizia il suo debutto con la pubblicazione di Record of Lodoss War su VHS. Dopo quindici anni, nel 2010, Kaze diventa Kazé, con l'aggiunta dell'accento, così da rendere migliore la pronuncia del suo nome, e pubblica numerose serie di animazione giapponese in Francia e rimane uno dei più grandi editori indipendenti che operano nel campo di anime e manga in Europa.
Nel 2005, Kazé lancia il suo marchio musicale "Wasabi Records", specializzato in J-pop e J-Music. Negli ultimi anni, l'editore ha diversificato le sue attività pubblicando film d'animazione giapponesi per il cinema (Appleseed, Origin, La ragazza che saltava nel tempo) e il 2007 Shinobi, il suo primo lungometraggio lanciato in termini reali nelle sale francesi.
Nel luglio 2009, Kazé lancia una propria emittente televisiva chiamata KZTV (KaZé TV) devota all'animazione giapponese. Il 28 agosto 2009, Kazé annuncia la sua acquisizione da parte della compagnia giapponese Viz Media Europe, sussidiaria di Shogakukan, Shūeisha, ShoPro e (Hitotsubashi Group).
Nel maggio 2012, il presidente e fondatore Cedric Littardi lascia la direzione della compagnia. Il suo posto verrà rilevato da Hyoe Narita, presidente di VIZ Media Europe.
Con l'acquisizione di VIZ Media Europe nel 2019 da parte di Crunchyroll e poi nel 2020 con il cambio di nome di VIZ Media Europe in Crunchyroll EMEA anche Kazé è diventata una proprietà di Crunchyroll. 
Successivamente dal 2021 con l'acquizione di Crunchyroll da parte di Funimation Kazé era diventata una consociata del più ampio Funimation Global Group, LLC una società sussidiaria di Sony Pictures Entertainment.
Kazé aveva esteso la sua opera di distribuzione anche in Italia e Regno Unito, distribuendo film d'animazione come Saiyuki Requiem, Summer Wars e alcuni film di Bleach, mentre in Germania ha distribuito Fairy Tail e in Spagna Black Lagoon.
Il 1 marzo 2022 Funimation Global Group, LLC è stato ribattezzata come Crunchyroll, LLC. 
Dal 1 giugno 2022 Kazé ha annunciato che sarà ribattezzata con il marchio Crunchyroll. Il cambiamento diventa effettivo a partire dal 1 ottobre 2022.

## Il mercato italiano e le controversie
Nei primi anni 2000 Kazè si avvicina al mercato home video italiano grazie ad un accordo di distribuzione esclusiva con Pan Distribuzione, la divisione commerciale di Panini spa che si occupava di distribuzione di prodotti editoriali ed audiovisivi nei mercati differenti dalle classiche edicole.
I primi prodotti presentati sono stati il film Saiyuki Requiem e la serie OAV I"S Pure. Questi prodotti non sono però stati esenti da critiche in quanto, nonostante l'edizione fosse esteticamente pregevole, il doppiaggio non era considerato ai livelli delle altre produzione presenti su mercato italiano.
Alla luce di questo, fino al 2010 i prodotti successivi sono stati tutti adattati e doppiati presso gli studi di doppiaggio milanesi, che già si occupavano di altri prodotti di animazione di editori nostrani, permettendo di presentare al mercato italiano pregevoli prodotti come La Ragazza che Saltava nel Tempo, Origine, Piano Forest ed Un'Estate con Coo, per citarne alcuni.
Nel 2010 Kazé ha poi deciso di modificare la propria partnership sul mercato italiano, interrompendo l'accordo con Pan Distribuzione e spostando la distribuzione dei propri prodotti audiovisivi su Terminal Video.
Nel 2012 l'azienda francese è finita nel ciclone delle critiche in Italia, per via delle pubblicazioni di Black Lagoon: Roberta's Blood Trail (serie OAV), Mardock Scramble - The First Compression e Viaggio verso Agartha, poiché la società in questi casi, invece che affidare il lavoro ad uno studio di doppiaggio italiano come per le precedenti distribuzioni, ha preferito rivolgersi ad uno studio di doppiaggio francese chiamato Wantake, che ha usato per le voci doppiatori non-professionisti e di nazionalità italo-francese, con il risultato di effettuare un'opera di localizzazione alquanto scadente. Anche i menù presentano traduzioni molto approssimative. Su Amazon.it i titoli hanno ricevuto numerose recensioni negative proprio per il doppiaggio. La società è stata invasa da commenti negativi su Twitter e Facebook. Dopo queste critiche, l'editore Kazé ha smesso di distribuire in Italia i suoi prodotti per alcuni anni: solo nel 2018 ritorna sul mercato italiano con la serie Nisekoi, che tuttavia sarà pubblicata in DVD solamente in lingua originale con sottotitoli.

## Anime per ordine alfabetico distribuiti in Francia
- 20th Century Boys (live action)
- 3x3 occhi
- Action Manga
- AD Police
- Asterisk War
- Air Gear
- Alexander
- Angel Sanctuary
- Angelic Layer
- Anime Story
- Ao no Exorcist
- Appleseed
- Argento Soma
- Aria
- Armitage III
- Ayakashi
- Azumanga daiō
- Babel II
- Bakuman
- Bakuretsu Hunter
- Barefoot Gen
- Beck
- Beelzebub
- Black Cat
- Black Lagoon
- Bleach
- Blue Dragon
- Blood Blockade Battlefront
- Bomber X
- Bouba
- Budda
- Bobobo-bo Bo-bobo
- Brave Story
- Caro fratello
- Chiko
- Chobits
- Chunbyo
- Claymore
- City Hunter
- Canaan
- CLAMP in wonderland
- Cobra
- Code Geass
- Coloful
- Coppelion
- Cosmowarrior Zero
- Coyote Ragtime Show
- Cromartie High School
- Dante, Seigneur des Démons
- Days
- DearS
- Death Note - Il film
- Death Note - Il film - L'ultimo nome
- Death Parade
- Detective Conan
- DNA²
- Dororo
- Dottor Slump & Arale
- Dragon Ball Z
- Dragon Ball Kai
- E's Otherwise
- El cazador
- El Hazard
- Elemental Gerad
- Elfen Lied
- Ellcia
- Eden of the East
- Esteban e le misteriose città d'oro
- Exorciste S.A.
- Eyeshield 21
- Fate Stay Night
- Fate Zero
- Final Fantasy: Unlimited
- Flander's Company
- Food Wars
- Futari Etchi
- Freedom
- Gate Keepers
- Genshiken
- Get Backers
- Ghenma Wars
- Gilgamesh
- Ghost Hound
- God Eater
- Gravitation
- Great Teacher Onizuka
- Gulty Crown
- Gun Frontier
- Gunslinger Girl
- Guyver
- Hakkenden
- Halo
- Hamatora
- Heidi
- Hinako
- He is My Master
- I"s
- Ikki Tousen
- Il magico mondo di Gigì
- Ikkitousen
- Inferno e paradiso
- Il giardino delle parole
- Initial D
- Interlude
- Interstella 5555
- Inu Yasha
- I.R.I.A - Zeiram the Animation
- Jūni kokuki
- Kara no kyōkai
- Ken il guerriero
- Ken il guerriero: la leggenda di Raoul il dominatore del cielo
- K-On!
- King of Bandit Jing
- Kino no tabi
- Kiba
- Kimagure Orange Road
- L'Age du verseau
- La Chorale
- Labyrinth of Flames
- Jigoku shojo
- La malinconia di Haruhi Suzumiya
- Lamù - Beautiful Dreamer
- La Sorcière de l'ouest
- La ragazza che saltava nel tempo
- Le Chant des rêves
- Le Chevalier D'Eon
- Le Portrait de Petit Cossette
- Magic Knight Rayearth
- Mahoromatic
- Mai Mai Miracle
- Matsumoto
- Mermaid Forest
- Mezzo Forte
- Moeyo Ken
- Moldiver
- Monster
- Murder Princess
- Musashi
- My Santa
- Nadia e il mistero di Fuzzy
- Nana
- Negima
- Nerdz
- Ninja Résurrection
- Ninja Scroll
- Oh, mia dea!
- One Piece(film)
- Origine
- Ouran High School Host Club
- Overman King Gainer
- Panyo Panyo Di.GI.Charat
- Panzer Robot
- Parasite Dolls
- Popetown
- Piano Forest
- Princess Princess
- Ran La Légende verte
- Rave Master
- Record of Lodoss War
- RayEarth Collector
- Rozen Maiden
- Rumic Theater
- Saiyuki Requiem
- Sakuran
- Sakura Wars (serie TV)
- Samuraï Gun
- Sekai-ichi Hatsukoi
- Shadow Skill
- Shining Tears X Wind
- Shin Negima!?
- Shinobi
- Shura no toki
- Soul Eater
- Space Symphony Maetel
- Sprite
- Street Fury
- Submarine Super 99
- Sugar Sugar Rune
- Tenchi muyo!
- Tokyo demon campus
- Tokyo Marble Chocolate
- Tsubasa RESERVoir CHRoNiCLE
- Tsubasa RESERVoir CHRoNiCLE (film)
- Un'estate con Coo
- Una tomba per le lucciole
- Utena la fillette révolutionnaire
- Vampire Hunter D (film)
- Vampire Knight
- X (serie animata televisiva)
- xxxHOLiC
- xxxHOLiC (film)
- Zettai Shonen

## Anime per ordine alfabetico distribuiti in Italia
- 5 cm al secondo
- Black Lagoon (riedizione, già pubblicato da Panini Video)
- Black Lagoon: Roberta's Blood Trail
- Black Lagoon: The Second Barrage (riedizione, già pubblicato da Panini Video)
- Bleach: Memories of Nobody
- Bleach: The DiamondDust Rebellion
- CLAMP in Wonderland
- Eureka Seven - Il film
- Hellsing Ultimate (epp. 1-4)
- Hinako - Sleeping With Hinako
- Hinako - Training With Hinako
- Il professor Layton e l'eterna Diva
- Is Pure
- Kiba
- King of Thorn
- La ragazza che saltava nel tempo
- Le Portrait de Petit Cossette
- Le voci della nostra infanzia
- Mardock Scramble
- Musashi
- Nisekoi - False Love (solo sottotitoli)
- Origine (film 2006)
- Piano Forest - Il piano nella foresta
- Planzet
- Redline
- Roujin Z
- Saiyuki Requiem
- Summer Wars
- Tekken: Blood Vengeance
- The voices of a distant star (riedizione, già pubblicato da d/visual)
- Un'estate con Coo
- Vampire Knight
- Vampire Knight Guilty
- Viaggio verso Agartha

## Anime per ordine alfabetico distribuiti nel Regno Unito
- Bakuman. (solo sottotitoli)
- Berserk - L'epoca d'oro
- Black Lagoon
- Episodi di Black Lagoon#Black Lagoon: The Second Barrage
- Bleach: Fade to Black
- Bleach: Hell verse
- Code Geass: Lelouch of the Rebellion
- Magi: The Labyrinth of Magic
- Mardock Scramble
- One-Punch Man
- Tiger & Bunny
- Un-go

## Anime per ordine alfabetico distribuiti in Spagna
- Black Lagoon
- Roujin Z

## Anime per ordine alfabetico distribuiti in Germania
- Fairy Tail